# Jahir Pérez Muñoz
Wilmar Jahir Pérez Muñoz (Turmequé, departament de Boyacá, 8 de novembre de 1986) és un ciclista professional colombià. Actualment milita a l'equip Team Saavedra. Bon escalador, en el seu palmarès destaquen diverses etapes del Clásico RCN i la Volta a Boyacá de 2013. Aquell mateix any va donar positiu per betametasona en un control antidopatge.

## Palmarès
- 2012
  - Vencedor d'una etapa al Clásico RCN
- 2013
  - 1r a la Volta a Boyacá i vencedor d'una etapa
  - Vencedor d'una etapa al Clásico RCN
- 2015
  - Vencedor d'una etapa a la Volta a Guatemala
- 2017
  - Vencedor d'una etapa al Tour de Lombok
  - Vencedor d'una etapa a la Jelajah Malaysia
- 2022
  - Vencedor d'una etapa a la Volta a Guatemala